# Leptolalax solus
Leptolalax solus är en groddjursart som beskrevs av Matsui 2006. Leptolalax solus ingår i släktet Leptolalax och familjen Megophryidae. IUCN kategoriserar arten globalt som otillräckligt studerad. Inga underarter finns listade i Catalogue of Life.